# Kagebōshishū
Das Kagebōshishū (jap. 影法師集, dt. „Sammlung von Schattenbildern“) ist eine bebilderte Haikai-Anthologie, die von Issōsha Banrei (一草舎 晩鈴; 1702–1782) kompiliert und 1754 in Osaka gedruckt wurde. Das Werk wird zu dem in der Edo-Zeit beliebten, aber kleineren Genre der ebaisho (絵俳書) gezählt. Es sind insgesamt nur drei Ausgaben dieses Werks erhalten, wobei sich eine, die vermutlich älteste Ausgabe, in Frankfurt am Main befindet. Sie wurde vom Japanologen Ekkehard May in der Bibliothek des Japanologischen Instituts der Universität Frankfurt entdeckt. Die beiden anderen Ausgaben befinden sich in der Kakimori Bunko (柿衞文庫) in Itami und in der Koten Bunko in Tokio. Das Werk konnte selbst in Japan bis in die 1990er Jahre bibliographisch nicht nachgewiesen werden.

## Überblick
Die Frankfurter Ausgabe besteht aus drei zusammengebundenen Heften mit insgesamt 188 Blättern, wobei der erste Band 63 Blatt (Doppelseiten), der zweite Band 61 Blatt und der dritte Band 64 Blatt umfassen. Die Seiten sind im Holzdruck hergestellt mit einem Druckspiegel von 17,6 × 13,7 cm. Die mehr oder minder formatfüllenden Abbildungen sind als Haiga (俳画) ausgeführt. Sie zeigen Motive mit Pflanze, Tieren, Alltagsgegenständen, Landschaften, Menschen und Genreszenen. Zu den Malern der Abbildungen zählen neben den Dichtern selbst auch der in der Kanō-Schule ausgebildete Maler Tsukioka Settei (月岡 雪鼎; 1710–1786) und Kitao Tokinobu (北尾 辰宣), der an vielen Ehon beteiligt war und über dessen Leben wenig bekannt ist.
Insgesamt umfasst die Anthologie 345 Haiku von 216 Dichtern aus unterschiedlichen Dichtergruppen und ein in Kanbun geschriebenes Vorwort. Als Verfasser des Vorworts wird Joseki, ein Freund des Kompilators Banrei, genannt. Das erste Gedicht der Anthologie stammt von Banreis Lehrer Issuian (北尾 辰宣, wirklicher Name: 小野 紹廉, Ono Shōren; 1676–1761), einem der bedeutenden Meister der Kamigata-Dichterkreise. Issōsha Banreis wirklicher Name lautete Harada Banrei (原田 晩鈴). Er führte zudem auch den Künstlernamen Yōko (養子), mit dem er in der Entstehungszeit des Kagebōshi signierte.
Folgendes Beispiel stammt vom Dichter Rōcho, die Illustration ist mit Unga (雲画) signiert.
| Japanisch                      | Transkription                          | Übersetzung                                                      |
| ------------------------------ | -------------------------------------- | ---------------------------------------------------------------- |
| らに画きて 書得ぬ蘭の にほい哉 | ra ni kakite kaki-enu ran no nioi kana | Auf Seide gemalt die Orchidee – nicht malen kann man ihren Duft! |

Ein weiteres Beispiel stammt vom Dichter Soryūsai Rajō, die Illustration ist ebenfalls mit Unga signiert.
| Japanisch                  | Transkription                        | Übersetzung                                                                      |
| -------------------------- | ------------------------------------ | -------------------------------------------------------------------------------- |
| 恋すてふ 夢かかけろふ 時鳥 | koi-su chō yume ka kagerō hototogisu | Das, was man Liebe nennt – ist’s ein Traum? Eine Eintagsfliege? Ein Kuckucksruf? |